# Аристей (митология)
Вижте пояснителната страница за други значения на Аристей.
Аристей (на старогръцки: Ἀρισταῖος, Aristaios, на латински: Aristaeus) в гръцката митология е герой (héros), син на бог Аполон и нимфата Кирена.
Той учи човеците да използват маслиненото дърво, да гледат пчели, да произвеждат сирене, правилно да ловуват и да засаждат полетата. Затова той има две допълнителни имена Agreos (аз ловувам) и Nomius.
Аполон го дава да се възпитава при нимфите, от които се учи на насаждането и използването на маслинените дървета, как се получава мед от пчеларство, как се прави от млеко сирене. След това той е ученик на мъдрия кентавър Хирон, който бил учител и на Асклепий.
От своята родина Кирена той отива в Тива, където се жени за Автоноя, дъщеря на Кадъм. С нея той има синовете Актеон, Харм и Калекарп.
След смъртта на неговия син Актеон, той отива на остров Кеос (Ceam, Keos), където се бори против чумата. След това той отива в Сардиния, Сицилия и други острови и учи хората на култура.
След това Аристей отива в Тракия, където се среща с певеца Орфей. Той се опитва да бъде груб с Евридика и затова тя умира. Нимфите така му се ядосали, че наредили всичките му пчели и животни да умрат. Майка му Кирена го съветва да пожертва четири бика и четири млади крави на гроба на Евридика, за да му простят нимфите и той пак да има пчели.
Аристей изчезнал без причина по едно време, вероятно се хвърлил в пещера, за да мислят хората, че е станал божествен.